# Сопвит Снапер
Сопвит Снапер (енгл. Sopwith Snapper) је британски ловачки авион који је производила фирма Сопвит (енгл. Sopwith). Први лет авиона је извршен 1919. године. 

Направљена су само три примерка.
Распон крила авиона је био 8,53 метара, а дужина трупа 6,27 метара.

## Наоружање
| Наоружање авиона: Сопвит Снапер |          |
| Ватрено (стрељачко) наоружање   |          |
| Топ                             |          |
| Митраљез                        |          |
| Број и ознака митраљеза         | 2 Викерс |
| Калибар                         | 7,7      |
| Бомбардерско наоружање (бомбе)  |          |
| Ракетно наоружање (ракете)      |          |